# Даньчэн
Даньчэ́н (кит. упр. 郸城, пиньинь Dānchéng) — уезд городского округа Чжоукоу провинции Хэнань (КНР).

## История
При империи Суй в 586 году в этих местах был создан уезд Даньсянь (郸县), но после основания империи Тан он был расформирован.
В 1952 году на стыке уездов Луи, Хуайян и Шэньцю был создан уезд Даньчэн, вошедший в состав Специального района Хуайян (淮阳专区). В 1953 году Специальный район Хуайян был расформирован, и уезд перешёл в состав Специального района Шанцю (商丘专区). В 1958 году Специальный район Шанцю был присоединён к Специальному району Кайфэн (开封专区), но в 1961 году был восстановлен.
В 1965 году был создан Специальный район Чжоукоу (周口专区), и уезд вошёл в его состав. В 1969 году Специальный район Чжоукоу был переименован в Округ Чжоукоу (周口地区).
8 июня 2000 года постановлением Госсовета КНР были расформированы округ Чжоукоу и городской уезд Чжоукоу, и образован городской округ Чжоукоу.

## Административное деление
Уезд делится на 3 уличных комитета, 8 посёлков и 11 волостей.